# Les O'Neill
Les O'Neill, all'anagrafe Leslie Arthur O'Neill (Blyth, 4 dicembre 1943) è un allenatore di calcio ed ex calciatore inglese, di ruolo centrocampista.

## Carriera

### Giocatore
Inizia la carriera con i semiprofessionisti dei Blyth Spartans, club della sua cittadina natale, con cui gioca dal 1960 al 1962; successivamente si trasferisce al Newcastle Utd, club della seconda divisione inglese, con cui rimane in squadra dal 1962 al 1965 giocandovi però di fatto una sola partita di campionato in tre anni. Nel 1965, dopo la vittoria del precedente campionato di seconda divisione, viene ceduto in quarta divisione al Darlington: qui gioca fin da subito titolare, conquistando nel suo primo anno nel club una promozione in terza divisione, seguita però da un'immediata retrocessione in quarta divisione, categoria in cui poi gioca dal 1967 al 1970 quando, dopo 179 presenze e 35 reti totali in incontri di campionato, viene ceduto al Bradford City, in terza divisione: la sua permanenza ai Bantams dura per due stagioni, caratterizzate da 97 presenze e 17 reti, dopo le quali, complice anche la retrocessione del club in quarta divisione, si trasferisce in seconda divisione al Carlisle Utd. Con il club della Cumbria dopo due stagioni in questa categoria conquista una promozione in prima divisione (la prima nella storia del club), segnando 8 reti in 36 presenze in questa categoria nella stagione 1974-1975, nella quale tuttavia il Carlisle United arriva ultimo in classifica; O'Neill lascia poi il club al termine della stagione 1976-1977, dopo un'ulteriore retrocessione, questa volta in terza divisione, e dopo complessive 155 presenze e 20 reti in incontri di campionato. Termina infine la carriera nel 1978 dopo una stagione trascorsa nella seconda divisione scozzese con il Queen of the South, con cui mette a segno un gol in 20 presenze.
In carriera ha totalizzato complessivamente 432 presenze e 72 reti nei campionati della Football League, disputando almeno una partita e segnando almeno una rete in ciascuna delle sue quattro divisioni.

### Allenatore
Dal 1989 al 1991 ha allenato i semiprofessionisti inglesi del Workington, mentre nel 1993 ha allenato i semiprofessionisti scozzesi del Penrith.

## Palmarès

### Club

#### Competizioni nazionali
- Campionato inglese di seconda divisione: 1

Newcastle: 1964-1965